# Aistė Smilgevičiūtė
Aistė Smilgevičiūtė, född 29 oktober 1977 i Plungė, är en litauisk artist. Hon vann den litauiska uttagningen till Eurovision Song Contest 1999 med låten Strazdas och i finalen i Jerusalem, Israel, slutade bidraget på 20:e plats med 13 poäng.